# くいどころ里味

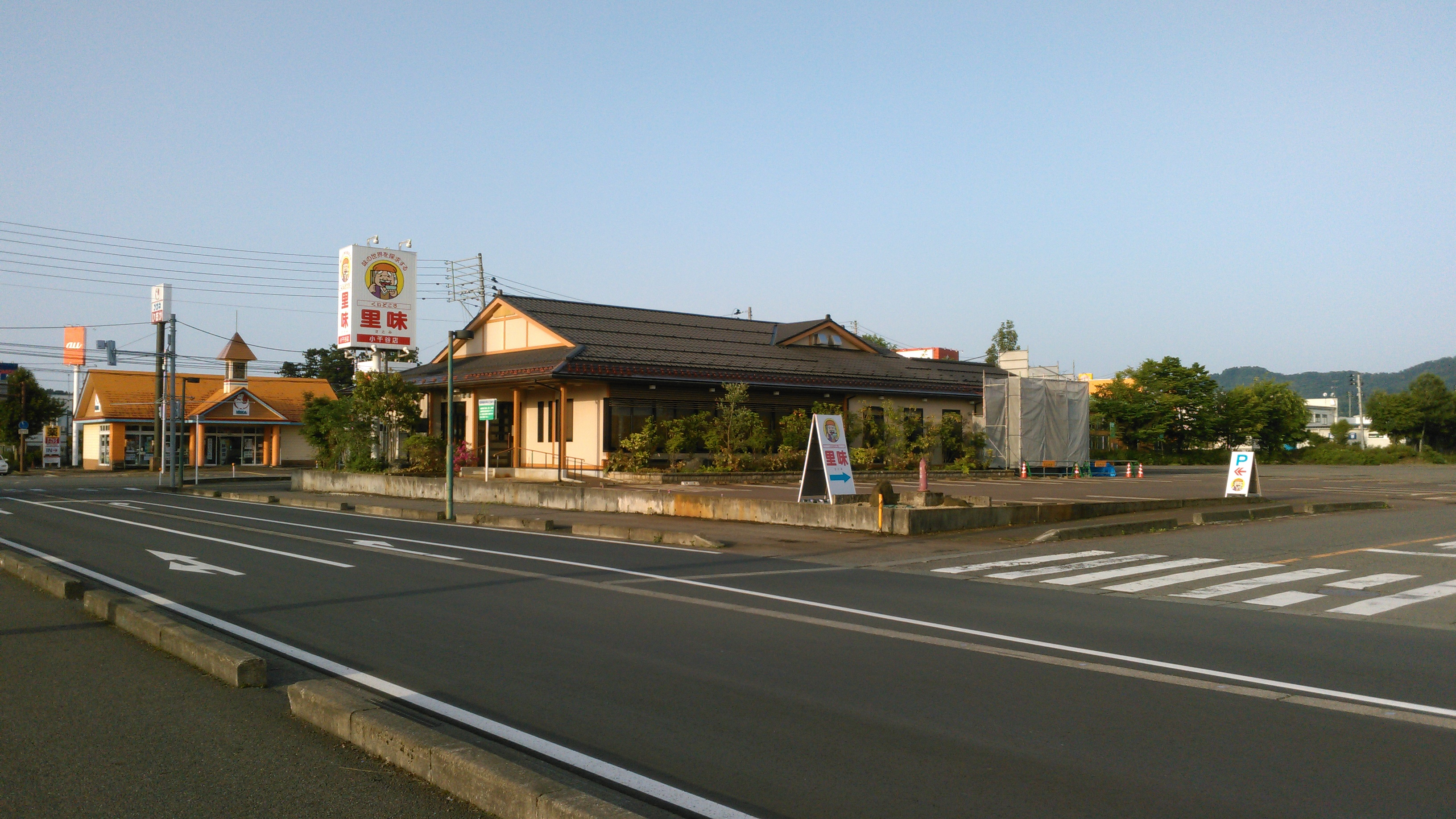
小千谷店（2018年5月）

くいどころ里味は株式会社里味が展開する和食ファミリーレストランのチェーンである。郊外の幹線道路沿いを中心に展開され、店舗数は2015年1月時点で新潟県内18店舗である。
株式会社里味（さとみ、英文社名：Satomi.Co.,Ltd.）は、新潟県見附市に本社を置く。社名でもある店舗の名称「くいどころ里味」は里の味をもじって名付けた。
全店舗に水戸黄門の人形がシンボルとして置かれている。
一時は豚カツ店「里勝」、ラーメン店「麺八」の業態もあった。
見附市の新潟県中部産業団地にセントラルキッチンの役割を持つ食材加工場が設けられており、ここから80 km圏内に展開された各店舗に配送される。

## 沿革
- 1974年（昭和49年）10月27日 - 見附市坂井町に「くいどころ里味見附本店」を創業。
- 1981年（昭和56年）7月 - 白根店を開業。
- 1982年（昭和57年）11月 - 荒町店を開業。
- 1984年（昭和59年）7月21日 - 株式会社「里味」を設立。
  - 9月、関連会社「里味食品加工株式会社」を設立。
- 1987年（昭和62年）7月 - 新潟店を開業。
- 1988年（昭和63年）6月 - 新発田店を開業。
- 1990年（平成2年）3月 - 堺店を開業。
- 1991年（平成3年）6月 - 安江店を開業。
- 1992年（平成4年）3月 - 柏崎店を開業。
  - 12月 - 見附本店を移転。
- 1993年（平成5年）7月 - セントラルキッチンを竣工（里味食品加工）
- 1998年（平成10年）10月 - 資本金を3,000万円に増資。
- 2001年（平成13年）4月 - 川崎店を開業。
- 2002年（平成14年）3月 - 女池店を開業。
  - 5月 - 須頃店を開業。
- 2005年（平成17年）4月 - 新潟店を閉店。海老ヶ瀬店を開業。
  - 12月 - 程島店を開業。
- 2006年（平成18年）4月 - 飯店を開業。
- 2008年（平成20年）2月 - 里味本部を見附市新幸町7番3号へ移転。
  - 3月 - 旗屋店を開業。
  - 12月 - 大郷町店を開業。
- 2009年（平成21年）9月 - 春日町店を開業。
- 2011年（平成23年）3月 - 小千谷店を開業。
- 2015年 (平成27年）1月 - 亀貝店（新潟市西区亀貝）、中野山店（新潟市東区若葉町）を開業[6][7]。
- 2022年（令和4年）2月 - 女池店を閉店[8]。